# Collaboration de classes
La collaboration de classes, par antagonisme avec le concept marxiste de lutte des classes, est un principe d'organisation sociale qui fait partie intégrante de la doctrine fasciste. Il est fondé sur la croyance que la division de la société en classes sociales est un élément essentiel de toute société, et qu'il convient de travailler à leur bonne entente. 

## Place de la notion dans la doctrine fasciste
Le fascisme admet l'existence de classes sociales dans toute société et valorise chacune d'entre elles. Les universitaires Danic et Ian Parenteau indiquent qu'« à la différence de la gauche qui propose de supprimer les classes sociales (le communisme) ou d'atténuer leur rapport conflictuel (le socialisme), le fascisme propose plutôt d'harmoniser celles-ci, du fait que cette division entre classes non seulement appartient à l'ordre naturel de la société, mais peut même contribuer au renforcement de l'unité de la nation ». C'est en ce sens que le fascisme entend « favoriser une collaboration entre les classes sociales », et « éviter la lutte entre celles-ci ». Dans cette perspective, les régimes fascistes comptent s'appuyer sur les corporations, qui réunissent à l'échelle nationale l'ensemble des individus exerçant la même profession, pour faire prévaloir l’« intérêt national », qui coïncide avec les objectifs du fascisme et de ses alliés,.
En France, la doctrine du Parti populaire français de Jacques Doriot intègre cette notion au sein d'une économie corporatiste, en rejetant vivement la lutte des classes. Le syndicalisme jaune reprend aussi ce thème à son compte, par exemple à travers le discours de Paul Lanoir qui proclame sa volonté d'« unir en faisceau » la « grande famille du travail ». Drieu La Rochelle présente le fascisme comme un « socialisme de collaboration de classes ». En 1941, dans l'hebdomadaire L’Atelier, Georges Dumoulin associe « collaboration entre les classes » et « collaboration franco-allemande », et se justifie par « la nécessité de faire aller de pair la collaboration sur le plan extérieur avec la collaboration sur le plan social ».

## Pratique sous le régime fasciste italien
Dans l'Italie fasciste, la Charte du travail entend régler la collaboration des classes ; selon l'historien Christophe Poupault, « ce principe fait pour beaucoup le mérite du régime fasciste en lui donnant « un intérêt supérieur à toutes les formes plus ou moins originales de dictature » », selon les propos de l'époque du journaliste Marcel Lucain. Christophe Poupault relève que du fait du contrôle du syndicalisme fasciste par l'État et de son infiltration par le parti unique, la liberté est complètement entravée « si bien que la collaboration des classes apparaît même comme un leurre, car le débat est inexistant puisque l’État totalitaire ne le tolère pas ». Il estime que « l’État corporatif est ainsi plus complexe qu’une simple collaboration entre employeurs et ouvriers qui a supprimé la lutte des classes ».
Selon l'universitaire Alessio Gagliardi, « la voie choisie, cependant, ne fut pas celle de la négation des groupes d’intérêt, mais celle de leur « institutionnalisation » et de leur « fascisation », ce qui signifiait la reconnaissance de leur légitimité politique et une représentation dans les structures de l’État, par une complète assimilation au régime ».

## En dehors du fascisme
En Italie, la notion et la théorie corporatiste qui lui est associée remontent plus lointainement aux milieux du catholicisme social : la Confédération italienne des syndicats de travailleurs, premier syndicat catholique moderne, inscrivit dans son programme « l'abolition du salariat et la collaboration entre les classes, organisées au niveau syndical selon le modèle corporatiste de la politique sociale ». L'universitaire Manlio Graziano (en) souligne que cette tradition « survivra même au fascisme, pour être utilisée comme l'un des ingrédients principaux de l'État social du deuxième après-guerre ».